# پروکست
نرم‌افزار پروکست (به انگلیسی: ProCAST) از جمله نرم‌افزاری‌های قدرتمند مهندسی به کمک رایانه در زمینه تحلیل به روش اجزاء محدود (FEM) در بازار است. این نرم‌افزار محصول ESI Group فرانسه است که با استفاده از روش المان محدود به مدلسازی انتقال حرارت، جریان سیال و شبیه‌سازی ترمومکانیکی فرایندهای ریخته‌گری می‌پردازد. در این نرم‌افزار بااستفاده از ترکیب شیمیایی مذاب، می‌توان خواص فیزیکی و ترمودینامیکی آن را بدست آورد که در سادگی شبیه‌سازی بسیار مؤثر است. این نرم‌افزار آنالیزهای کوپل حرارتی، سیالاتی و تنشی را فراهم می‌کند و همچنین قابلیت‌های متالورژیکی را برای آلیاژهای ریختگی داراست و نیز این نرم‌افزار به خوبی می‌تواند با نرم‌افزارهای مدل‌سازی سری CAD/CAM سازگاری داشته باشد. 

## قابلیت‌ها
1. آنالیز جریان
تشریح دقیق هندسه به وسیلهٔ مدل‌های اجزای محدود این امکان را به وجود آورده تا بتوان با دقت خوبی جریان سیال مذاب را پیش‌بینی کرد.
2. آنالیز حرارتی
تحلیلگر حرارتی می‌تواند محاسبات جریان حرارتی را براساس روش‌های انتقال حرارت انجام دهد. همچنین تأثیرات تغییر فاز را در نظر می‌گیرد.
3. آنالیز تنش
این نرم‌افزار قادر به تحلیل کوپل حرارتی، سیالاتی و تنشی برای مواد با رفتار الاستو–پلاستیک، الاستو–ویسکو پلاستیک و مواد صلب والاستیک می‌باشد.[۳]

## برخی از فرایندهای ریخته‌گری شبیه‌سازی شده با پروکست
1. شبیه‌سازی ریخته‌گری ثقلی شامل موارد زیر
  1. ریخته‌گری ثقلی در قالب ماسه ای
  2. ریخته‌گری ثقلی در قالب فلزی
  3. ریخته‌گری به روش Tilt
2. شبیه‌سازی ریخته‌گری دایکست تحت فشار بالا
3. شبیه‌سازی ریخته‌گری دایکست تحت فشار پایین
4. شبیه‌سازی ریخته‌گری دقیق و پوسته‌ای
5. شبیه‌سازی ریخته‌گری مداوم (پیوسته)
6. شبیه‌سازی ریخته‌گری گریز از مرکز
7. شبیه‌سازی ریخته‌گری با فوم از دست رفته (لاست فوم)
8. شبیه‌سازی گاز ماهیچه(Core Gas) و دمش ماهیچه(Core Blowing)
9. مدلسازی نیمه جامد[۴]

## پیش‌بینی عیوب قابل دستیابی از نرم‌افزار پروکست
ذوب ریزی:
1. بررسی عیب نَیامد
2. حبس هوا
3. اکسیدها
4. عیوب سطحی
5. سرد جوشی
6. اغتشاش
7. آخال
8. گاز ماهیچه(Core Gas)

انجماد:
1. تخلخل میکرو
2. تخلخل گازی
3. مُک لوله‌ای(Piping)

مشخصه‌های متالورژیکی:
1. جدایش
2. خواص مکانیکی
3. اعوجاج
4. تلرانس ابعادی
5. ماکرو جدایش
6. دانه با جهت‌گیری تصادفی

تنش:
1. پارگی گرم
2. عیوب سطحی
3. تنش‌های پسماند
4. سردجوشی
5. اعوجاج
6. خستگی قالب[۴]

## ساختار نرم‌افزار

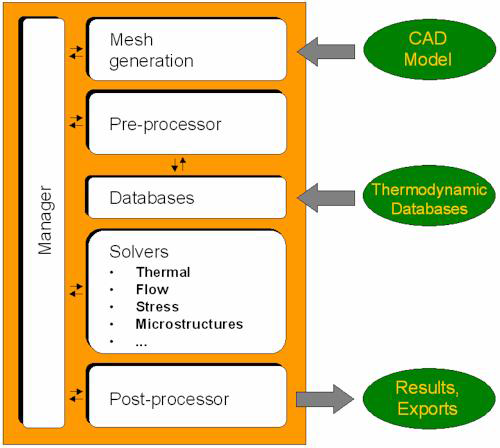
نمایی کلی از ساختار نرم‌افزار پروکست و نحوه عملکرد آن

به‌طور کلی می‌توان این نرم‌افزار را به ۴ بخش زیر تقسیم کرد:
- محیط مدل‌سازی و مش زدن مدل (MeshCast)
- محیط پیش پردازش (PreCast)
- محیط پردازش (DataCast/ProCast)
- محیط پس پردازش (ViewCast)

ابتدا هندسه مدل در فرم یک مدل CAD می‌بایست در نرم‌افزار بارگذاری شود. سپس در محیط MeshCast المان‌ها تولید گردند. بعد از آن نوع و شرایط تحلیل در محیط PreCast تعیین گردند. با توجه به اینکه PreCast به یک بانک اطلاعاتی ترمودینامیکی متصل است به کمک آن خصوصیات مواد را می‌توان مشخص نمود. سپس می‌بایست فایل تولید شده در محیط PreCast در محیط DataCast خوانده شده و بعد از آن در ProCast اجرا شود. نهایتاً نتایج تحلیل را در محیط ViewCast می‌توان مشاهده کرد.

## بررسی عملکرد نرم‌افزار پروکست
یکی از مهم‌ترین زمینه‌های توسعه علم و فناوری در ریخته‌گری، کاربرد کامپیوتر و روش‌های عددی برای حل مسائل مکانیک سیالات و ترمودینامیک در جریان حرکت مذاب در راهگاه‌ها و قالب و انجماد مذاب در قطعه است. این توسعه به ویژه موجب گردیده تا طراحان بتوانند از طریق طراحی روش‌های تولید به وسیله کامپیوتر قبل از اقدام به ساخت مدل و ریختن فلز مذاب در قالب، به مشخصات ساخت و تولید قطعه دست یافته و از قابل تولید بودن قطعه اطمینان حاصل نمایند. این پیشرفت باعث شده تا طراحان بتوانند قبل از صرف وقت و هزینه‌های زاید نسبت به اصلاح طرح‌های خود اقدام نموده و روش‌های بهینه تولید قطعه ریختگی مورد نظر خود را بفهمند. نتیجه عملی استفاده از نرم‌افزارهای کامپیوتری در طراحی فرایندهای تولید دستیابی سریع به قطعه‌ای ارزان تراست.

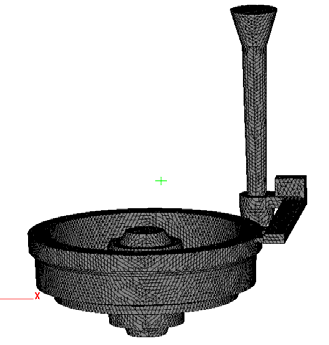
تصویری از یک قطعه المان بندی شده توسط نرم‌افزار پروکست

امروزه، طول زمان ساخت یک محصول از ماه‌ها و سال‌ها به روزها و هفته‌ها کاهش یافته‌است. این تحول از طریق توسعه فناوری کامپیوتری و پیشرفت در روش‌های شبیه‌سازی عددی تحقق یافته‌است. نوآوری‌های بسیار در این حوزه موجب گردیده تا مهندسان و طراحان بتوانند محصولاتی را تولید کنند که دارای پیچیدگی‌های بالاتر و زمینه‌های کاربردی بیشتر می‌باشند. تولید محصول با سرعت بالاتر با صرف هزینه‌های کمتر، تنها با سرمایه‌گذاری در خرید کامپیوتر و نرم‌افزار بوده‌است. در رابطه با کاربرد کامپیوتر در ساخت محصول، مزایای زیر را می‌توان مورد تأکید قرار داد:
- بهینه‌سازی طرح و وزن قطعات
- بهبود در کارایی و کیفیت محصول
- کاهش زمان ساخت و پذیرش محصول
- کاهش هزینه‌های تولید قطعه

حقیقت آن است که در جهان معاصر، قدرت کامپیوترها به تدریج افزایش یافته و در مقابل قیمت آن‌ها کاهش می‌یابد و از طرف دیگر استفاده از آن برای کاربران آسان‌تر می‌شود. از این جهت، کاربرد این ابزار در بسیاری از فناوری‌های ساخت و تولید با جاذبه‌های بسیاری همراه گشته‌است. به‌علاوه نرم‌افزارها دارای انتخاب‌های بسیار به همراه بانک‌های اطلاعاتی قوی تر شده به گونه‌ای که محاسبات بسیار پیچیده ریاضی به همراه تحلیل‌های سریع به همراه توسعه کدهای بهینه کامپوتری در حوزه مدلسازی و شبیه‌سازی فرایندهای تولید، این صنعت در گروه فرایندهای مدرن علوم و فناوری قرار گرفته که دیگر برخلاف گذشته حدس و گمان جای خود را به اطلاعات علمی داده‌است. مهندسان و تکنولوژیست‌های عصر ریخته‌گری مدرن، روزانه موفق به حل بسیاری از مسائل پیچیده مهندسی می‌گردند نظیر: بهینه‌سازی سیستم‌های راهگاهی و تغذیه گذاری، طراحی برای محصولاتی که به سهولت قابل تولید با مونتاز باشند، شبیه‌سازی فرایندهای تولید بر اساس تغییرات آماری Variation Simulation Statistical، آنالیز پارامتریک، تولید، آنالیز عمر خستگی قطعه و..
اگر چه در حال حاضر برای دستیابی به نرم‌افزارهایی که بتوانند دارای حداکثر توانمندی و کارایی بوده و همه نیازهای طراحان، مهندسان و نکولوژیست‌های ریخته‌گری را برآورده سازند کارهای تحقیقاتی دیگری مورد نیاز است، اما امروزه استفاده از کامپیوتر و نرم‌افزارهای شبیه‌سازی، بهبودهای اساسی در صنعت ریخته‌گری به وجود آورده‌است.

## بررسی کلی مزایا و معایب نرم‌افزار پروکست
- معایب:

1. هزینه بالای نرم‌افزار
2. نیاز نرم‌افزار به اطلاعات مختلف جهت انجام شبیه‌سازی و پیچدگی اطلاعات
3. آنالیز سیالیت ضعیف
4. المان‌سازی یچیده

- مزایا:

1. ساده بوده محیط نرم‌افزار
2. یادگیری سریع نرم‌افزار نسبت به دیگر نرم‌افزارها
3. نتایج بدست آمده دقیقتر در صورت کامل و دقیق وارد نمودن اطلاعات
4. سرعت بالای شبیه‌سازی

## شرکت‌های استفاده‌کننده از پروکست
در این بخش برخی از صنایعی که از این نرم‌افزار استفاده می‌کنند، آورده شده‌است.
- شرکت SHEFFIELD FORGEMASTERS

این شرکت بزرگترین شمش ریزی را با استفاده از نرم‌افزار پروکست انجام داده‌است.
- شرکت فناوری‌های ساخت سنگاپور(SIM Tech)

این شرکت شبیه‌سازی فرایند آهنگری مایع برای دفع‌کننده‌های گرما از جنس آلومینیوم را با نرم‌افزار پروکست انجام داده‌است.
- شرکت METAL CAST

این شرکت با استفاده از حل‌گر شبیه‌سازی نرم‌افزار پروکست، فرایند ریخته‌گری دقیق را بهبود بخشید.
- کارخانه تولید قالب Zheng Yang

این کارخانه استفاده از شبیه‌سازی را به منظور سرعت بخشیدن به طراحی قالب پذیرفته‌است.
- شرکت (PATRIOT(Foundry & Casting

این کارخانه ریخته‌گری با استفاده از نرم‌افزار شبیه‌سازی ریخته‌گری پروکست تا ۹۸ درصد ضایعات خود را کاهش داده‌است.
- شرکت Inasmet-Tecnalia

این شرکت کیفیت قطعات ریخته‌گری بزرگ را با استفاده از نرم‌افزار پروکست استانداردسازی می‌کند.